# Butana
Butana —àrab: البطانة, al-Baṭāna— és el nom d'una regió del Sudan situada entre Khartum i Abu Hamed, a l'est del Nil. Al seu centre hi hagué Mèroe, i per això també se l'anomena Illa de Mèroe. És una regió plana i àrida, amb algunes ciutats, com Shendi, Ad-Damir (capital de província) i Atbara, sempre a la vora del riu.

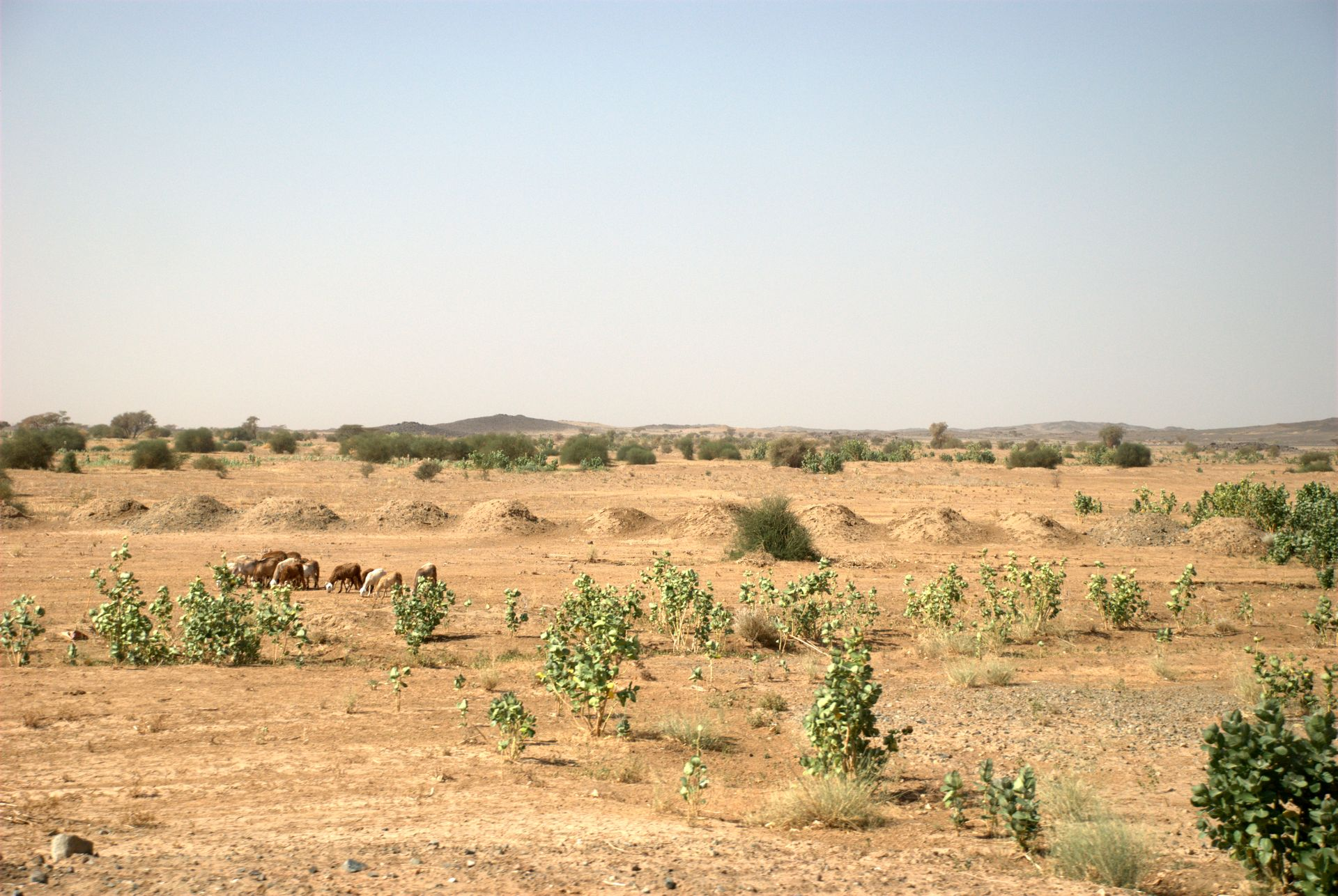
El nord de la Butana no s'utilitza amb finalitats agrícoles. Les ovelles i els camells de tant en tant troben menjar a les depressions fins i tot a l'estació seca.